# Baskina (element ubioru)

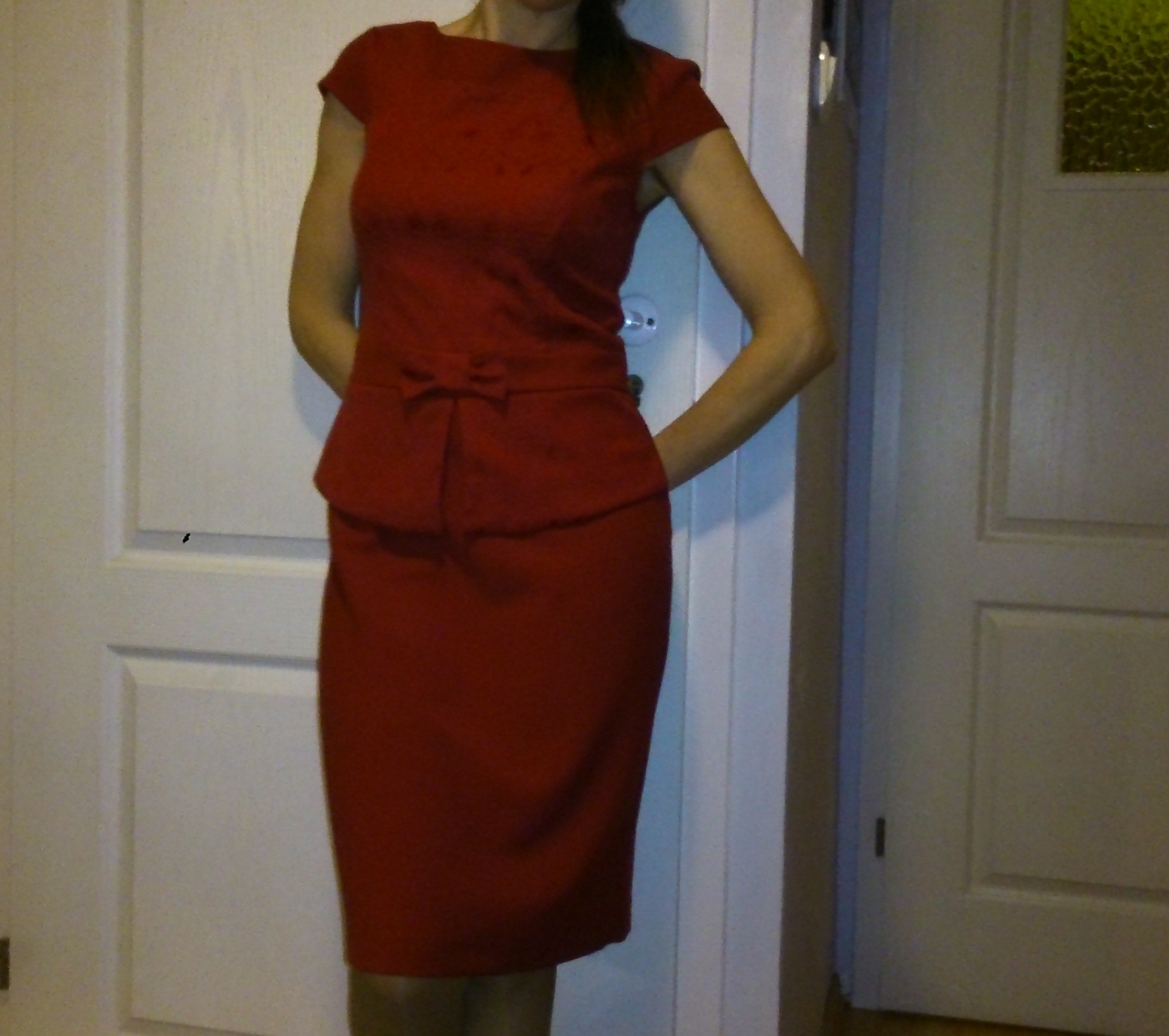
Baskina we współczesnym stroju kobiecym

Baskina, baskinka – element górnej części stroju męskiego lub kobiecego (kaftana, jopuli, sajana, wamsa, stanika, żakietu czy bluzki) przypominający falbanę; doszyty w pasie, sięgający bioder bądź poniżej ich linii, sznurowany z przodu lub z tyłu, gładki, rozkloszowany, przymarszczony, układany w fałdy lub rozcinany bądź w formie krótkich patek.